# Демушкино (Сасовский район)
Дему́шкино — село в Сасовском районе Рязанской области России. Административный центр Демушкинского сельского поселения.
Находится в 20 километрах к северо-востоку от райцентра Сасово, в 18 километрах к северу от железнодорожной платформы 383 км, в двух километрах от реки Мокши, от места, где располагается сезонная понтонная переправа, соединяющая деревню Липовку с основной частью района.
Ближайшие населённые пункты:

— деревня Липовка в 8 км к северо-востоку, на противоположном берегу реки Мокши, через сезонную понтонную переправу по грунтовой песчаной дороге, в некоторых местах труднопроезжей для малого транспорта;

— село Рожково в 200 м к востоку по асфальтированной дороге;

— деревня Смирновка в 6 км к югу по асфальтированной и грунтовой дороге;

— деревня Барашево в 1 км к западу по асфальтированной дороге.

## Население
| 1857 | 1984 | 1985 | 1989 | 2002 | 2007 | 2010 |
| ---- | ---- | ---- | ---- | ---- | ---- | ---- |
| 733  | ↘440 | →440 | ↗490 | ↘433 | ↗488 | ↘429 |

## Инфраструктура
В деревне средняя школа и сельская больница. 12 улиц : Библиотечная, Больничная, Дорожная, Заводская, Заречная, Механизаторов, Молодёжная, Новая, Полевая, Трудовая, Центральная, Школьная.

## Экономика
В советское время существовал больших размеров совхоз, молочно-товарная ферма, база сельхозтехники и машино-тракторная станция.